# Liste der Straßen, Plätze und Brücken in Hamburg-Altona-Altstadt

Lage von Altona-Altstadt in Hamburg und im Bezirk Altona (hellrot)

Die Liste der Straßen, Plätze und Brücken in Altona-Altstadt ist eine Übersicht der im Hamburger Stadtteil Altona-Altstadt vorhandenen Straßen, Plätze und Brücken. Sie ist Teil der Liste der Verkehrsflächen in Hamburg.

## Überblick
In Altona-Altstadt (Ortsteilnummern 128 und 129) leben 29715 Einwohner (Stand: 31. Dezember 2023) auf 5,9 km². Altona-Altstadt liegt in den Postleitzahlenbereichen 22765, 22767 und 22769.
In Altona-Altstadt gibt es 119 benannte Verkehrsflächen, darunter neun Plätze, eine Brücke und ein Kai.

## Übersicht der Straßen
Die nachfolgende Tabelle gibt eine Übersicht über alle benannten Verkehrsflächen – Straßen, Plätze und Brücken – im Stadtteil sowie einige dazugehörige Informationen. Im Einzelnen sind dies:
- Name/Lage: aktuelle Bezeichnung der Straße, des Platzes oder der Brücke. Über den Link (Lage) kann die Straße, der Platz oder die Brücke auf verschiedenen Kartendiensten angezeigt werden. Die Geoposition gibt dabei ungefähr die Mitte an. Bei längeren Straßen, die durch zwei oder mehr Stadtteile führen, kann es daher sein, dass die Koordinate in einem anderen Stadtteil liegt.
- Straßenschlüssel: amtlicher Straßenschlüssel, bestehend aus einem Buchstaben (Anfangsbuchstabe der Straße, des Platzes oder der Brücke) und einer dreistelligen Nummer.
- Länge/Maße in Metern:
Hinweis: Die in der Übersicht enthaltenen Längenangaben sind nach mathematischen Regeln auf- oder abgerundete Übersichtswerte, die im Digitalen Atlas Nord[1] mit dem dortigen Maßstab ermittelt wurden. Sie dienen eher Vergleichszwecken und werden, sofern amtliche Werte bekannt sind, ausgetauscht und gesondert gekennzeichnet.
Bei Plätzen sind die Maße in der Form a × b bei rechteckigen Anlagen oder a × b × c bei dreiecksförmigen Anlagen mit a als längster Kante dargestellt.
Der Zusatz (im Stadtteil) gibt an, wie lang die Straße innerhalb des Stadtteils ist, sofern sie durch mehrere Stadtteile verläuft.
- Namensherkunft: Ursprung oder Bezug des Namens.
- Datum der Benennung: Jahr der offiziellen Benennung oder der Ersterwähnung eines Namens, bei Unsicherheiten auch die Angabe eines Zeitraums.
- Anmerkungen: Weitere Informationen bezüglich anliegender Institutionen, der Geschichte der Straße, historischer Bezeichnungen, Baudenkmale usw.
- Bild: Foto der Straße oder eines anliegenden Objektes.

| Name/Lage                      | Straßen- schlüssel | Länge/Maße (in Metern)       | Namensherkunft | Datum der Benennung             | Anmerkungen | Bild                                                 |
| ------------------------------ | ------------------ | ---------------------------- | --- | ------------------------------- | --- | ---------------------------------------------------- |
| Alte Königstraße (Lage)        | A559               | 0215                         | in Anlehnung an die Königstraße, von der sie früher ein Teil gewesen ist | 1971                            | | Alte Königstraße                                     |
| Altonaer Poststraße (Lage)     | A588               | 0085                         | in Erweiterung des früheren Namens Poststraße | 1975                            | | Altonaer Poststraße                                  |
| Am Altonaer Holzhafen (Lage)   | A739               | 0115                         | nach dem ehemals dort gelegenen Holzhafen, 1724 fertiggestellt und seit 1836 vermutlich so benannt | 2014                            | | Am Altonaer Holzhafen                                |
| Amundsenstraße (Lage)          | A387               | 0370                         | Roald Amundsen (1872–1928), norwegischer Polarforscher | 1950                            | vor 1950: Große Mühlenstraße | Amundsenstraße                                       |
| Antonistraße (Lage)            | A445               | 0095                         | nach dem männlichen Vornamen | 1800                            | Nur die Grundstücke auf westlicher Seite liegen in Altona-Altstadt, ansonsten befindet sich die Straße in St. Pauli. | Antonistraße                                         |
| Balthasarweg (Lage)            | B041               | 0120                         | Balthasar Denner (1685–1749), Maler | 1950                            | Ebenfalls nach Balthasar Denner benannt ist die Dennerstraße in Barmbek-Nord. | Balthasarweg                                         |
| Baumanns Treppe (Lage)         | B104               | 0070                         | nach dem Familiennamen des Geländevorbesitzers | um 1800                         | | Baumanns Treppe                                      |
| Behnstraße (Lage)              | B146               | 0400                         | Carl Heinrich Behn (1799–1853), Bürgermeister von Altona | 1859                            | | Behnstraße                                           |
| Bei der Friedenseiche (Lage)   | B168               | 0040                         | nach der dort nach Beendigung des Deutsch-Französischen Krieges gepflanzte Eiche | 1882                            | | Bei der Friedenseiche                                |
| Bei der Johanniskirche (Lage)  | B175               | 0300                         | nach der Lage bei der Kirche St. Johannis | 1876                            | | Bei der Johanniskirche                               |
| Bernstorffstraße (Lage)        | B289               | 0770                         | Johann Hartwig Ernst von Bernstorff (1712–1772), deutscher Diplomat und dänischer Außenminister, und Andreas Peter von Bernstorff (1735–1797), Außenminister des Dänischen Gesamtstaates                        | 1948                            | Grundstücke auf der Ostseite in St. Pauli, sonst komplett in Altona-Altstadt. Vor 1948: Adolphstraße (Nordteil), Brunnenstraße (Südteil) | Bernstorffstraße                                     |
| Betty-Levi-Passage (Lage)      | B865               | 0135                         | Berta „Betty“ Levi (1882–1942), Mitglied einer alteingesessenen Altonaer Familie, Opfer des Nationalsozialismus                                                                                                 | 1996                            | vor 1996 Teil der Museumstraße; westliche Straßenhälfte in Ottensen | Betty-Levi-Passage                                   |
| Biernatzkistraße (Lage)        | B312               | 0240                         | nach einer Familie Biernatzki, die zahlreiche Geistliche und Gelehrte hervorgebracht hat | 1950                            | vor 1950: Sonninstraße | Biernatzkistraße                                     |
| Billrothstraße (Lage)          | B328               | 0605                         | Theodor Billroth (1829–1894), deutsch-österreichischer Mediziner und Chirurg | 1950                            | vor 1950: Blumenstraße | Billrothstraße                                       |
| Blücherstraße (Lage)           | B409               | 0210                         | Conrad Daniel von Blücher-Altona (1764–1845), dänischer Oberpräsident von Altona | 1842                            | | Blücherstraße                                        |
| Breite Straße (Lage)           | B586               | 0535                         | nach ihren Ausmaßen | 1629                            | Die Straße ist seit 1287 nachweisbar. | Breite Straße                                        |
| Bruno-Tesch-Platz (Lage)       | B900               | 0050x50x30                   | Bruno Tesch (1913–1933), Antifaschist und Kommunist, Opfer des Nationalsozialismus | 2007                            | | Bruno-Tesch-Platz                                    |
| Bugdahnstraße (Lage)           | B746               | 0746                         | Paul Bugdahn (1890–1948), SPD-Politiker | 1968                            | | Bugdahnstaße                                         |
| Buttstraße (Lage)              | B741               | 0205                         | nach dem gleichnamigen Plattfisch | 1950                            | vor 1950: Kleine Fischerstraße | Buttstraße                                           |
| Carlebachstraße (Lage)         | C007               | 0050                         | Joseph Carlebach (1883–1942), Rabbiner, Opfer des Nationalsozialismus | 1960                            | Auch der Joseph-Carlebach-Platz in Rotherbaum erinnert an den jüdischen Geistlichen. | Carlebachstraße                                      |
| Carsten-Rehder-Straße (Lage)   | C011               | 0410                         | Carsten Rehder (1866–1930), Gründer der Altonaer Hochseefischereiflotte | 1950                            | bis 1950: Hafenstraße | Carsten-Rehder-Straße                                |
| Chemnitzstraße (Lage)          | C024               | 0500                         | Matthäus Friedrich Chemnitz (1815–1870), Texter des „Schleswig-Holstein-Liedes“ | 1951                            | bis 1951: Wilhelmstraße | Chemnitzstraße                                       |
| De-Voß-Straße (Lage)           | D048               | 0080                         | nach der von 1630 bis ins 19. Jahrhundert hinein in Altona lebenden Mennonitenfamilie de Voß | 1950                            | | De-Voß-Straße                                        |
| Dohrnweg (Lage)                | D139               | 0100                         | Henning Dohrn (1836–1895), seit 1866 Pastor in Altona, ab 1891 Propst | 1908                            | vor 1908: Stiftstraße | Dohrnweg                                             |
| Dosestraße (Lage)              | D168               | 0270                         | Cay Dose (um 1700–1768), Architekt und Baumeister | 1950                            | bis 1950: Lange Straße | Dosestraße                                           |
| Edgar-Engelhard-Kai (Lage)     | –                  | 0405                         | Edgar Engelhard (1917–1979), FDP-Politiker | 1991                            | | Edgar-Engelhard-Kai                                  |
| Ehrenbergstraße (Lage)         | E0464              | 0415                         | Richard Ehrenberg (1857–1921), Nationalökonom | 1950                            | vor 1950: Marktstraße | Ehrenbergstraße                                      |
| Elbberg (Lage)                 | E120               | 0285                         | nach der Lage | 1889                            | | Elbberg                                              |
| Elbbergbrücke (Lage)           | –                  | 0035                         | in Anlehnung an die Straße Elbberg | 1960                            | überquerte im Zuge der Straße Elbberg die ehemaligen Hafenbahnanlagen | Elbbergbrücke                                        |
| Elmenhorststraße (Lage)        | E165               | 0095                         | Peter Daniel Elmenhorst (1767–1816), Kaufmann | 1963                            | Elmenhorst war u. a. Mitbegründer des „Altonaer Unterstützungs-Vereins“, aus dem sich 1927 die Hamburger Sparkasse entwickelte. | Elmenhorststraße                                     |
| Eschelsweg (Lage)              | E237               | 0135                         | Jens Jacob Eschels (1757–1842), Kapitän | 1950                            | vor 1950: Feldstraße | Eschelsweg                                           |
| Esmarchstraße (Lage)           | E244               | 0475                         | Friedrich von Esmarch (1823–1908), Chirurg | 1950                            | vor 1950: Lohmühlenstraße | Esmarchstraße                                        |
| Fischmarkt (Lage)              | F135               | 0140x115x105x95              | nach der Funktion | 1358                            | | Fischmarkt                                           |
| Funkstraße (Lage)              | F282               | 0100                         | Nikolaus Funk (1767–1857), Theologe und Pastor | 1950                            | vor 1950: Teichstraße | Funkstraße                                           |
| Gademannstraße (Lage)          | G001               | 0085                         | Joch. Gademann, Zimmermann, Vorbesitzer des Geländes | 1684                            | | Gademannstraße                                       |
| Gählerstraße (Lage)            | G003               | 0215                         | Wilhelm Gähler (1781–1855), Bürgermeister von Altona | 1853                            | | Gählerstraße                                         |
| Gerberstraße (Lage)            | G068               | 0120                         | nach dem Gerberhandwerk, aus dem Volksmund entstanden | 1872                            | | Gerberstraße                                         |
| Gerritstraße (Lage)            | G081               | 0185                         | Gerrit Roosen (1612–1711), Diakon und Prediger | 1861                            | | Gerritstraße                                         |
| Gilbertstraße (Lage)           | G094               | 0190 (im Stadtteil)          | Jean Gilbert (1879–1942), Komponist und Dirigent | 1948                            | vor 1948: Gustavstraße; östlich der Bernstorffstraße in St. Pauli | Gilbertstraße                                        |
| Goetheplatz (Lage)             | G509               | 0040 × 35                    | Johann Wolfgang von Goethe (1749–1832), Dichter | 2017                            | | Goetheplatz                                          |
| Goethestraße (Lage)            | G142               | 0180                         | Johann Wolfgang von Goethe (1749–1832), Dichter | 1867                            | | Goethestraße                                         |
| Govertsweg (Lage)              | G185               | 0115                         | nach der niederländischen Mennonitenfamilie Govert, die im 17. und 18. Jahrhundert in Altona ansässig war | 1950                            | | Govertsweg                                           |
| Große Bergstraße (Lage)        | G263               | 0760                         | nach einer dortigen Erhebung | nach 1700                       | | Große Bergstraße                                     |
| Große Elbstraße (Lage)         | G266               | 1785 (im Stadtteil)          | nach der Lage an der Elbe | um 1801                         | kürzerer westlicher Teil in Ottensen | Große Elbstraße                                      |
| Grotjahnstraße (Lage)          | G302               | 0090                         | Johann Christoph Grotjahn, um 1800 Vorbesitzer des Geländes | 1800                            | | Grotjahnstraße                                       |
| Hamburger Hochstraße (Lage)    | H074               | 0275                         | lt. Beckerhaus nach ihrer rampenartigen, steigenden Anlage, nach Hanke in Anlehnung an die im Jahr der Benennung gegründeten Hamburg-Altonaer Hochbahn, einer Straßenbahn, die unter anderem hier entlangführte | 1887                            | | Hamburger Hochstraße                                 |
| Heidritterstraße (Lage)        | H263               | 0095                         | Johann Georg Heidritter (1738–1824), Pastor in St. Pauli | 1899                            | | Heidritterstraße                                     |
| Hein-Köllisch-Platz (Lage)     | H285               | 0020x15 (im Stadtteil)       | Hein Köllisch (1857–1901), Humorist und Liedtexter | 1949                            | östlicher Teil in St. Pauli | Hein-Köllisch-Platz                                  |
| Hexenberg (Lage)               | H414               | 0135                         | nach einer Flurbezeichnung | 1950                            | bis 1950: Wilhelminenstraße | Hexenberg                                            |
| Hoheschulstraße (Lage)         | H561               | 0095                         | nach einer ehemals dort befindlichen Lateinschule | vor 1899                        | | Hoheschulstraße                                      |
| Holstenplatz (Lage)            | H589               | 0285                         | in Anlehnung an die Holstenstraße | 1880                            | Kein Platz im herkömmlichen Sinn, sondern ein Straßenzug. | Holstenplatz                                         |
| Holstenstraße (Lage)           | H590               | 1635 (im Stadtteil)          | nach dem Volksstamm der Holsten | 1846                            | Verlauf von Norden nach Süden: Zwischen Stresemannstraße und Bahnbrücke in Altona-Nord, zwischen Bahnbrücke und Max-Brauer-Allee nur die westliche Straßenhälfte, östliche Hälfte in Altona-Altstadt, ab Max-Brauer-Allee bis zum Ende komplett in Altona-Altstadt. | Holstenstraße (zu Altona-Altstadt gehörender Teil)   |
| Hospitalstraße (Lage)          | H649               | 0705                         | nach der Lage am ehemaligen Altonaer Krankenhaus | 1860                            | | Hospitalstraße                                       |
| Hutmacherhof (Lage)            | H697               | 0090                         | in Anlehnung an die frühere Hutmacherstraße | 1966                            | | Hutmacherhof                                         |
| Jessenstraße (Lage)            | J047               | 0355                         | Matthias Jessen (1641–1712), seit 1681 Präsident in Altona, und sein gleichnamiger Sohn (1677–1736), seit 1732 ebenfalls Präsident in Altona                                                                    | 1950                            | bis 1950: Große Westerstraße | Jessenstraße                                         |
| Kaistraße (Lage)               | K025               | 0515                         | nach der Lage an der Elbe und den dortigen Kaianlagen | 1878                            | nördliche Straßenhälfte in Ottensen | Kaistraße                                            |
| Karl-Wolff-Straße (Lage)       | K615               | 0145                         | Karl Wolff (1911–1933), Schuhmacher und Antifaschist, Opfer des Nationalsozialismus | 1992                            | vor 1992 Teil der Virchowstraße | Karl-Wolff-Straße                                    |
| Kirchenstraße (Lage)           | K192               | 0325                         | nach der Lage bei der Kirche St. Trinitatis | 1665                            | | Kirchenstraße                                        |
| Kleine Bergstraße (Lage)       | K229               | 0090                         | in Anlehnung an die Große Bergstraße und eine andere gleichnamige, 1958 aufgehobene Straße | 1960                            | | Kleine Bergstraße                                    |
| Kleine Freiheit (Lage)         | K231               | 0180                         | in Anlehnung an die Große Freiheit | 1688                            | Der Begriff „Freiheit“ bezog sich auf die Religions- und Gewerbefreiheit dort ansässiger Glaubensgemeinschaften und Handwerkszünfte. Grundstücke auf der Ostseite in St. Pauli, ansonsten in Altona-Altstadt, insbesondere die gesamte Straßenfläche. | Kleine Freiheit                                      |
| Kleine Marienstraße (Lage)     | K235               | 0030                         | Anna Maria Eiffler, Ehefrau des Altonaer Bürgermeisters Hans Christian Eiffler | vor 1737                        | Dient nur als Zufahrt zu einem Garagenkomplex | Kleine Marienstraße                                  |
| Köhlbrandtreppe (Lage)         | K312               | 0165                         | nach der Lage gegenüber dem Köhlbrand | 1899                            | | Köhlbrandtreppe                                      |
| Komödienstieg (Lage)           | K356               | 0040                         | nach dem nahegelegenen, 1783 bis 1809 existierenden Altonaer Schauspielhaus | 1950                            | vor 1950: Kurze Straße | Komödienstieg                                        |
| Königstraße (Lage)             | K325               | 1295                         | Friedrich III. (1609–1670), König von Dänemark und Norwegen | 1864 (Beckershaus) 1665 (Hanke) | von 1938 bis 1945: Hinrich-Lohse-Straße | Königstraße                                          |
| Lahrmannstraße (Lage)          | L014               | 0060                         | Franz Otto Lahrmann (1823–1880), Stadtverordneter und Amtsvorsteher, legte die Straße an | 1910                            | | Lahrmannstraße                                       |
| Lammstraße (Lage)              | L017               | 0060                         | nach dem ehemaligen, in der Paul-Roosen-Straße gelegenen Wirtshaus „Zum weißen Lamm“ | 1865                            | | Lammstraße                                           |
| Lamp’lweg (Lage)               | L018               | 0105                         | Walther Lamp’l (1891–1933), SPD-Politiker | 1965                            | vor 1965 Teil der Schillerstraße | Lamp’lweg                                            |
| Lange Straße (Lage)            | L032               | 0150                         | nach der Ausdehnung | 1815                            | | Lange Straße                                         |
| Lawaetzweg (Lage)              | L096               | 0240                         | Johann Daniel Lawaetz (1750–1826), Kaufmann | 1950                            | vor 1950: Kleine Westerstraße | Lawaetzweg                                           |
| Lessers Passage (Lage)         | L143               | 0190                         | Theodor Lesser (1806–1885), Besitzer einer Druckerei und früherer Grundeigentümer | 1858                            | | Lessers Passage                                      |
| Lornsenplatz (Lage)            | L251               | 0080x60x35                   | in Anlehnung an die Lornsenstraße | 1889                            | | Lornsenplatz                                         |
| Lornsenstraße (Lage)           | L252               | 0255                         | Uwe Jens Lornsen (1793–1838), Jurist und Beamter | 1873                            | | Lornsenstraße                                        |
| Louise-Schroeder-Straße (Lage) | L267               | 0495                         | Louise Schroeder (1887–1957), SPD-Politikerin | 1960                            | | Louise-Schroeder-Straße                              |
| Max-Brauer-Allee (Lage)        | M379               | 2225 (im Stadtteil)          | Max Brauer (1887–1973), SPD-Politiker und Hamburger Bürgermeister | 1975                            | nördlich der Sternbrücke (Kreuzung Stresemannstraße)in Altona-Nord, südlich davon in Altona-Altstadt, direkt auf der Kreuzung liegt ein kleiner nordöstlicher Teil auf dem Gebiet der Sternschanze, zwischen Holstenstraße und dem Paul-Nevermann-Platz verläuft in der Straßenmitte die Stadtteilgrenze zwischen Altona-Nord und Altona-Altstadt, zwischen Paul-Nevermann-Platz und Palmaille liegt die Straße komplett in Altona-Altstadt; vor 1975: Allee | Max-Brauer-Allee                                     |
| Mistralstraße (Lage)           | M205               | 0110                         | Frédéric Mistral (1830–1914), französischer Dichter | 1950                            | vor 1950: Stiftstraße | Mistralstraße                                        |
| Mörkenstraße (Lage)            | M228               | 0490                         | nach einem früher hier gelegenen kleinen Moor | um 1730                         | „Mö(ö)rken“ ist das plattdeutsche Diminutiv des Wortes „Moor“. | Mörkenstraße                                         |
| Mumsenstraße (Lage)            | M346               | 0195                         | Jacob Mumssen (1737–1819), Arzt und Schriftsteller | 1950                            | vor 1950: Georgstraße | Mumsenstraße                                         |
| Museumstraße (Lage)            | M349               | 0270                         | nach der Lage am Altonaer Museum | 1922                            | westliche Straßenhälfte in Ottensen | Museumstraße                                         |
| Neue Große Bergstraße (Lage)   | N049               | 0225                         | in Anlehnung an die Große Bergstraße | 1963                            | | Neue Große Bergstraße                                |
| Nobistor (Lage)                | N137               | 0315 (im Stadtteil)          | nach einem früher hier gelegenen Grenztor zwischen Hamburg und Altona | 1948                            | vor 1948: Reichenstraße; östlich der Holstenstraße in St. Pauli | Nobistor                                             |
| Norderreihe (Lage)             | N158               | 0125                         | nach der damaligen nördlichen Bebauungsgrenze Altonas | 1846                            | | Norderreihe                                          |
| Olbersweg (Lage)               | O076               | 0250                         | Heinrich Wilhelm Olbers (1758–1840), Astronom und Arzt | 1951                            | bis 1951: Carolinenstraße | Olbersweg                                            |
| Otzenstraße (Lage)             | O172               | 0090 (im Stadtteil)          | Johannes Otzen (1839–1911), Architekt und Stadtplaner | 1948                            | östlich der Bernstorffstraße in St. Pauli | Otzenstraße                                          |
| Palmaille (Lage)               | P014               | 0685                         | nach hier angelegten Spielfeldern für das Ballspiel Paille-Maille | 1638                            | | Palmaille                                            |
| Paul-Nevermann-Platz (Lage)    | P249               | 0055 × 50× 10 (im Stadtteil) | Paul Nevermann (1902–1979), SPD, Politiker, von 1961 bis 1965 Erster Bürgermeister Hamburgs | 1984                            | vor 1984: Altonaer Bahnhofsplatz; laut Straßenverzeichnis nur in Altona-Altstadt und Altona-Nord, lt. Grundkarte westlicher Teil ab Höhe Ottenser Hauptstraße in Ottensen; in Altona-Altstadt befindet sich lediglich ein schmaler Streifen entlang der Max-Brauer-Allee | Paul-Nevermann-Platz, Blick von der Max-Brauer-Allee |
| Paul-Roosen-Straße (Lage)      | P047               | 0195 (im Stadtteil)          | Paul Roosen (1582–1649), Diakon der Mennonitengemeinde in Altona | 1948                            | Vor 1948: Große Rosenstraße; östlich der Einmündungen der Straßen Gr. Freiheit und Am Brunnenhof in St. Pauli | Paul-Roosen-Straße                                   |
| Paulsenplatz (Lage)            | P053               | 0065 × 50                    | Friedrich Paulsen (1849–1934), Theologe | 1925                            | vor 1925: Stiftstraße | Paulsenplatz                                         |
| Pepermölenbek (Lage)           | P063               | 0395                         | nach dem ehemaligen gleichnamigen Grenzbach zwischen Holstein und Hamburg | 1948                            | Es handelt sich hier um die älteste Straße Altonas, die ab 1618 Am Bache hieß, später dann Bachstraße. | Pepermölenbek                                        |
| Pinnasberg (Lage)              | P123               | 0220                         | nach einem gleichnamigen, früher hier gelegenen Wirtshaus | 18. Jahrhundert                 | Überregional bekannt wurde die Straße durch den 1970 entstandenen Film Das gelbe Haus am Pinnasberg. | Pinnasberg                                           |
| Platz der Republik (Lage)      | P140               | 0290 × 75                    | nach der jeweiligen Staatsform | 1897                            | von 1897 bis 1922: Kaiserplatz, von 1922 bis 1933: Platz der Republik, von 1933 bis 1938: Adolf-Hitler-Platz, von 1938 bis 1945: Reichsplatz, ab 1945 erneut Platz der Republik | Platz der Republik                                   |
| Professor-Brix-Weg (Lage)      | P206               | 0125                         | Josef Brix (1859–1943), Architekt und Stadtplaner | 1965                            | | Professor-Brix-Weg                                   |
| Sägemühlenstraße (Lage)        | S013               | 0070                         | nach dem Gasthof „Zur Sägemühle“, der sich im 17. und 18. Jahrhundert in der Großen Elbstraße befand | 1950                            | vor 1950: Röperstraße | Sägemühlenstraße                                     |
| Sandberg (Lage)                | S026               | 0065                         | nach einem Flurnamen | um 1739                         | | Sandberg                                             |
| Saßstraße (Lage)               | S079               | 0060                         | Daniel Saß (1672–1717), zuletzt Probst in Altona, versuchte Anfang 1713 vergeblich, Magnus Stenbock von der Einäscherung Altonas abzuhalten                                                                     | 1951                            | | Saßstraße                                            |
| Scheplerstraße (Lage)          | S147               | 0325                         | Arnold Schepler (1599–1681), Pastor in Altona und Ottensen | 1951                            | vor 1951: Adlerstraße | Scheplerstraße                                       |
| Schillerstraße (Lage)          | S162               | 0380                         | Friedrich Schiller (1759–1805), Dichter | 1859                            | Der südliche Teil zwischen König- und Ehrenbergstraße hieß bis 1950 Mathildenstraße. | Schillerstraße                                       |
| Schleestraße (Lage)            | S194               | 0115                         | Ernst Schlee (1834–1905), Reformpädagoge | 1950                            | | Schleestraße                                         |
| Schmarjestraße (Lage)          | S233               | 0325                         | Julius Schmarje (1844–1902), Autor und Lehrer | 1950                            | vor 1950: Turnerstraße | Schmarjestraße                                       |
| Schmidts Passage (Lage)        | S236               | 0035                         | F. H. Schmidt, Zimmermeister, vormaliger Grundeigentümer | 1859                            | | Schmidts Passage                                     |
| Schomburgstraße (Lage)         | S272               | 0860                         | Bernhard Leopold Volkmar von Schomburg (1705–1771), Präsident von Altona | 1950                            | vor 1950: Schauenburgerstraße | Schomburgstraße                                      |
| Schumacherstraße (Lage)        | S328               | 0355                         | Heinrich Christian Schumacher (1780–1850), Astronom | 1868                            | | Schumacherstraße                                     |
| St. Pauli Fischmarkt (Lage)    | S573               | 0495                         | Straßenzug beim eigentlichen Altonaer Fischmarkt | 1926                            | Die Grundstücke mit den Hausnummern 20 bis 32 liegen auf dem Gebiet von St. Pauli. | St. Pauli Fischmarkt                                 |
| Steinheimplatz (Lage)          | S642               | 0060                         | Salomon Ludwig Steinheim (1789–1866), Schriftsteller und Religionsphilosoph | 1966                            | Steinheim praktizierte als Arzt in Altona und lebte später in Rom. Kein Platz im herkömmlichen Sinne, sondern eine kurze Straße, die in einer Kehre endet. Vor 1966: Gustav-Adolf-Platz | Steinheimplatz                                       |
| Stresemannstraße (Lage)        | S742               | 0355 (im Stadtteil)          | Gustav Stresemann (1878–1929), Politiker | 1945                            | Straßenverlauf von Ost nach West: Zwischen Neuer Pferdemarkt und Bernstorffstraße Straßenfläche und Grundstücke auf der Südseite in St. Pauli, Grundstücke auf der Nordseite in Sternschanze, zwischen Bernstorffstraße und Max-Brauer-Allee (Sternbrücke) südliche Straßenhälfte in Altona-Altstadt, nördliche Hälfte in Sternschanze, von der Max-Brauer-Allee bis Bahnbrücke in Altona-Nord, westlich der Bahnbrücke bis zum Ende in Bahrenfeld.          | Stresemannstraße                                     |
| Struenseestraße (Lage)         | S752               | 0510                         | Johann Friedrich Struensee (1737–1772), Arzt | 1950                            | bis 1950: Kleine Mühlenstraße | Struenseestraße                                      |
| Stuhlmannplatz (Lage)          | S771               | 0050 × 15                    | Günther Ludwig Stuhlmann (1797–1872), Unternehmer und Mäzen | 1882                            | Grünzug an der Billrothstraße | Stuhlmannplatz                                       |
| Stuhlmannstraße (Lage)         | S772               | 0050                         | Günther Ludwig Stuhlmann (1797–1872), Unternehmer und Mäzen | 1882                            | | Stuhlmannstraße                                      |
| Suttnerstraße (Lage)           | S817               | 0280                         | Bertha von Suttner (1843–1914), österreichische Schriftstellerin | 1950                            | vor 1950: Wielandstraße | Suttnerstraße (Hamburg-Altona-Altstadt)              |
| Thadenstraße (Lage)            | T052               | 0555 (im Stadtteil)          | Friedrich Gottlieb Eduard von Thaden (1809–1886), Oberbürgermeister von Altona | 1948                            | vor 1948: Große Gärtnerstraße; östlich der Bernstorffstraße in St. Pauli | Thadenstraße                                         |
| Thedestraße (Lage)             | T053               | 0490                         | Reimer Thede (1834–1889), Leiter der Knabenschule Altona | 1951                            | vor 1951: Bürgerstraße | Thedestraße                                          |
| Tiller-Giller-Promenade (Lage) | T                  | 0545 (im Stadtteil)          | Nadja Tiller (1929–2023), Schauspielerin, und Walter Giller, (1927–2011) Schauspieler | 2025                            | Das Ehepaar wohnte seit 2004 in der Seniorenresidenz Augustinum, die sich am westlichen Ende der Promenade befindet. Der etwas längere westliche Teil liegt in Ottensen. |                                                      |
| Trommelstraße (Lage)           | T174               | 0140 (im Stadtteil)          | nach dem Trommeltor, einem Altonaer Stadttor | 1950                            | westlich der Straße Pepermölenbek komplett im Stadtteil, östlich davon nur die Grundstücke auf der Südseite, Straßenfläche und nördliche Seite in St. Pauli | Trommelstraße                                        |
| Unzerstraße (Lage)             | U034               | 0240                         | nach der Ärztefamilie Unzer | 1867                            | Johann August Unzer (1727–1799), Johann Christoph Unzer (1747–1809), Johanna Charlotte Unzer (1725–1782), Heinrich Friedrich Unzer (1783–1814) | Unzerstraße                                          |
| Van-der-Smissen-Straße (Lage)  | V139               | 0470                         | nach der gleichnamigen Altonaer Kaufmannsfamilie (17. bis 19. Jahrhundert) | 1991                            | | Van-der-Smissen-Straße                               |
| Virchowstraße (Lage)           | V050               | 0690                         | Rudolf Virchow (1821–1902), Pathologe | 1950                            | vor 1950: Weidenstraße und Norderstraße | Virchowstraße                                        |
| Warnholtzstraße (Lage)         | W074               | 0095                         | Friedrich Diedrich Warnholtz (1801–1868) | 1965                            | Warnholtz war 1852 Senator und von 1853 bis 1856 Zweiter Bürgermeister von Altona. Vor 1965 Teil der Gerberstraße | Warnholtzstraße                                      |
| Willebrandstraße (Lage)        | W284               | 0190                         | Johann Peter Willebrand (1719–1786), Jurist und Richter | 1950                            | bis 1950: Humboldtstraße | Willebrandstraße                                     |
| Winklers Platz (Lage)          | W0317              | 0110 × 35                    | Hinrich Oswald Winkler (1819–1889), Altonaer Stadtbaumeister von 1844 bis 1889 | 1891                            | | Winklers Platz                                       |
| Wohlers Allee (Lage)           | W370               | 0445                         | Claus Wohlers (1764–1815), Vorbesitzer des Geländes | 1836                            | | Wohlers Allee                                        |